# My Little Pony: A Amizade É Mágica (7.ª temporada)
A sétima temporada de My Little Pony: A Amizade É Mágica, uma série animada desenvolvida por Lauren Faust, originalmente exibido no canal Discovery Family nos Estados Unidos. A série é baseada na linha de brinquedos e animações homônimos, criada pela Hasbro, e muitas vezes é convocada por colecionadores para ser a quarta geração, ou "G4", da franquia My Little Pony. Esta temporada estreou nos Estados Unidos, no dia 15 de abril de 2017 e terminou no dia 28 de outubro de 2017. Estreou no Brasil no dia 14 de agosto de 2017 e terminou atrasado no dia 4 de janeiro de 2019. Em Portugal estreou no dia 17 de abril de 2023 no serviço de streaming do Canal Panda, o Panda+ terminado dia 15 de maio desse mesmo ano. No Canal Panda estreou a 20 de janeiro de 2024 terminando a 14 de abril desse mesmo ano.

## Desenvolvimento
A sétima temporada foi confirmada pela Hasbro no dia 4 de outubro de 2016 e não será transmitido diretamente sobre Netflix, como inicialmente se pensava, mas normalmente em 2017. Em 7 de fevereiro de 2017, foi previsto para abril de 2017. Em 16 de fevereiro de 2017, foi mostrado dois episódios titulados para sétima temporada, que foram anunciadas em DVD. A sétima temporada estreou no dia 15 de abril de 2017, que foi anunciado no dia 7 de março de 2017, no site Zap2it.

## Transmissão

### Televisão
Na versão original, a primeira metade da sétima temporada estreou no dia 15 de abril de 2017, no canal Discovery Family. A segunda metade da temporada estreou no dia 5 de agosto do mesmo ano. O primeiro e o vigésimo quinto episódio estrearam às 11:00, e o vigésimo sexto episódio às 11:30 (UTC−5). A temporada acabou no dia 28 de outubro de 2017, com o final de duas partes. No Canadá, o primeiro e quarto, e décimo quarto e vigésimo terceiro episódio estrearam simultaneamente com Estados Unidos. O quinto e décimo terceiro episódio estrearam no dia 30 de abril até 21 de junho de 2017. Os quatro últimos episódios estrearam a partir de 7 de outubro de 2017 na internet e em 15 de outubro de 2017 no Canadá com três últimos episódios.
No Brasil, esta temporada estreou no dia 14 de agosto de 2017, às 16:10 (UTC-3), com dois primeiros episódios chamados "Conselho Celestial" e "Tudo Engarrafado", no canal Discovery Kids. Os episódios foram exibidos nos dias úteis às 16:10 (14 até 25 de agosto de 2017) com episódios chamados de "Conselho Celestial" até "Não Pedir Problemas", 13:52 (5 até 16 de fevereiro de 2018) com episódios chamados de "Harmonia Discordante" até "Era Uma Vez um Zeppelin" e nos domingos às 17:38 com episódios chamados de "Marcas e Atividades" até "Laço Incomum" (12 até 26 de agosto de 2018). Após engavetamentos e adiamentos em setembro, a temporada finalmente terminou em 3 e 4 de janeiro de 2019 às 23:47 da noite em um horário razoável, com duas partes do episódio "Brincando com as Sombras", e o Discovery Kids teve um maior desgaste na 7ª temporada da série por quase dois anos de exibição essa temporada fracassou por causa dos hiatos dos episódios, e também pela moral baixa que a série acumulou no canal durante essa temporada do My Little Pony e portanto é considerada a temporada de maior fracasso do Discovery Kids.

### Home media
Nos Estados Unidos, o DVD foi publicado pela Amazon, lançado no dia 9 de outubro de 2018, na versão Região 1.

## Episódios
Esta temporada contém 26 episódios, com duração de 22 minutos aproximadamente.
| # | #  | Título                                                            | Dirigido por          | Escrito por                                                | Exibição original                                                | Código | Audiência (em milhões) |
| --- | -- | ----------------------------------------------------------------- | --------------------- | ---------------------------------------------------------- | ---------------------------------------------------------------- | ------ | ---------------------- |
| 144 | 1  | "Conselho Celestial (BR) " "Celestial Advice"                     | Denny Lu e Tim Stuby  | Joanna Lewis e Kristine Songco                             | 15 de abril de 2017 14 de agosto de 2017                         | 701    | 0.25                   |
| Quando Twilight Sparkle se preocupa com futuro de Starlight, ela recebe conselhos de sua própria mentora, a Princesa Celéstia.                                                                            |    |                                                                   |                       |                                                            |                                                                  |        |                        |
| 145 | 2  | "Tudo Engarrafado (BR) " "All Botted Up"                          | Denny Lu e Tim Stuby  | Joanna Lewis e Kristine Songco                             | 15 de abril de 2017 14 de agosto de 2017                         | 702    | 0.21                   |
| Enquanto as pôneis estão em um retiro, Starlight Glimmer e Trixie perdem o mapa da amizade de Twilight.                                                                                                   |    |                                                                   |                       |                                                            |                                                                  |        |                        |
| 146 | 3  | "Um Turbilhão de Emoções (BR) " "A Flurry of Emotions"            | Denny Lu e Tim Stuby  | Sammie Crowley e Whitney Wetta                             | 22 de abril de 2017 15 de agosto de 2017                         | 703    | 0.22                   |
| Depois de planejar um dia cheio, Twilight Sparkle também concorda em cuidar de sua sobrinha, Flurry Heart.                                                                                                |    |                                                                   |                       |                                                            |                                                                  |        |                        |
| 147 | 4  | "Amizade Pedrea (BR) " "Rock Solid Friendship"                    | Denny Lu e Tim Stuby  | Nick Confalone                                             | 29 de abril de 2017 16 de agosto de 2017                         | 704    | N/A                    |
| Quando Pinkie Pie, descobre que Maud pode se mudar para Ponyville, ela faz de tudo para provar à irmã que o viralejo tem mais a oferecer do que pedras.                                                   |    |                                                                   |                       |                                                            |                                                                  |        |                        |
| 148 | 5  | "Fluttershy Toma a Frente (BR) " "Fluttershy Leans In"            | Denny Lu e Tim Stuby  | Gillian M. Berrow                                          | 30 de abril de 2017 6 de maio de 2017 17 de agosto de 2017       | 705    | N/A                    |
| Fluttershy está determinada a realizar seus sonhos profissionais com ajuda de pôneis muito especias. |    |                                                                   |                       |                                                            |                                                                  |        |                        |
| 149 | 6  | "Jovem para Sempre (BR) " "Forever Filly"                         | Denny Lu e Tim Stuby  | Michael P. Fox e Wil Fox                                   | 6 de maio de 2017 13 de maio de 2017 18 de agosto de 2017        | 706    | N/A                    |
| Quando surpreende Sweetie Belle com um dia cheiro de suas atividades favoritas, Rarity logo percebe que sua irmã mais nova já não é mais uma potrinha.                                                    |    |                                                                   |                       |                                                            |                                                                  |        |                        |
| 150 | 7  | "Voo Guiado (BR) " "Parental Glideance"                           | Denny Lu e Tim Stuby  | Josh Hamilton                                              | 7 de maio de 2017 20 de maio de 2017 21 de agosto de 2017        | 707    | N/A                    |
| Quando os pais de Rainbow Dash descobrem que ela é Wonderbolts, eles comparecem a cada evento para torcer por ela.                                                                                        |    |                                                                   |                       |                                                            |                                                                  |        |                        |
| 151 | 8  | "Difícil Dizer Qualquer Coisa (BR) " "Hard to Say Anything"       | Denny Lu e Mike Myhre | Becky Wangberg                                             | 13 de maio de 2017 27 de maio de 2017 22 de agosto de 2017       | 708    | 0.19                   |
| Quando as CMCs descobrem que Big Mac está apaixonado pela primeira vez, elas tentam ajudá-lo a conquistar o coração de Sugar Belle.                                                                       |    |                                                                   |                       |                                                            |                                                                  |        |                        |
| l52 | 9  | "Maçã Honesta (BR) " "Honest Apple"                               | Denny Lu e Mike Myhre | Kevin Lappin                                               | 14 de maio de 2017 3 de junho de 2017 23 de agosto de 2017       | 709    | N/A                    |
| Quando Rarity pede que Applejack seja jurada de um desfile de moda, descobre que uma opinião, mesmo honesta, pode magoar.                                                                                 |    |                                                                   |                       |                                                            |                                                                  |        |                        |
| 153 | 10 | "Um Problema Real (BR) " "A Royal Problem"                        | Denny Lu e Mike Myhre | Joanna Lewis e Kristine Songco                             | 20 de maio de 2017 10 de junho de 2017 24 de agosto de 2017      | 710    | 0.15                   |
| Starlight Glimmer é enviada para resolver um conflito entre a Princesa Celéstia e Princesa Luna. |    |                                                                   |                       |                                                            |                                                                  |        |                        |
| 154 | 11 | "Não Pedir Problemas (BR) " "Not Asking For Trouble"              | Denny Lu e Mike Myhre | May Chan                                                   | 21 de maio de 2017 17 de junho de 2017 25 de agosto de 2017      | 711    | N/A                    |
| No dia em que Pinkie Pie visita o príncipe Rutherford e os Yaks, uma avalanche cai sobre seu viralejo. |    |                                                                   |                       |                                                            |                                                                  |        |                        |
| 155 | 12 | "Harmonia Discordante (BR) " "Discordant Harmony"                 | Denny Lu e Mike Myhre | Michael P. Fox e Wil Fox                                   | 5 de agosto de 2017 5 de fevereiro de 2018                       | 712    | N/A                    |
| Discórdia convida Fluttershy para um chá em seu reino e acredita que ela não ficará à vontade. Assim, começa a mudar a si mesmo e tudo ao seu redor, com consequências desastrosas.                       |    |                                                                   |                       |                                                            |                                                                  |        |                        |
| 156 | 13 | "A Pêra Perfeita (BR) " "The Perfect Pear"                        | Denny Lu e Mike Myhre | Joanna Lewis e Kristine Songco                             | 5 de agosto de 2017 6 de fevereiro de 2018                       | 713    | N/A                    |
| Os Irmãos Apple ouvem a história de amor de seus pais e descobrem que são mestiços. |    |                                                                   |                       |                                                            |                                                                  |        |                        |
| 157 | 14 | "Fama e Infortuna (BR) " "Fame and Misfortune"                    | Denny Lu e Mike Myhre | Mitchell Larson                                            | 12 de agosto de 2017 7 de fevereiro de 2018                      | 714    | N/A                    |
| A publicação da Twilight Sparkle de seu livro de amizade leva a consequências inesperadas, quando outros pôneis começam a discutir sobre qual é a lição melhorada.                                        |    |                                                                   |                       |                                                            |                                                                  |        |                        |
| 158 | 15 | "Ameaça Tripla (BR) " "Triple Threat"                             | Denny Lu e Mike Myhre | Josh Hamilton                                              | 19 de agosto de 2017 8 de fevereiro de 2018                      | 715    | N/A                    |
| Sem querer, Spike convida Ember e Thorax para visitar Ponyville no mesmo dia. Ele sabe que os dois líderes não se dão bem e faz de tudo para evitar que eles se encontrem.                                |    |                                                                   |                       |                                                            |                                                                  |        |                        |
| 159 | 16 | "Contos de Acampamento (BR) " "Campfire Tales"                    | Denny Lu e Mike Myhre | Barry Safchik e Michael Platt                              | 26 de agosto de 2017 9 de fevereiro de 2018                      | 716    | N/A                    |
| A viagem de camping de suas irmãs é arruinada pelos Flyders. Então, Applejack, Rarity e Rainbow Dash contam para Sweetie Belle, Apple Bloom e Scootaloo as histórias de suas lendas favoritas.            |    |                                                                   |                       |                                                            |                                                                  |        |                        |
| 160 | 17 | "Para Mudar um Changeling (BR) " "To Change a Changeling"         | Denny Lu e Mike Myhre | Kevin Lappin                                               | 2 de setembro de 2017 14 de fevereiro de 2018                    | 717    | N/A                    |
| Quando Starlight Glimmer e Trixie visitam Thorax, eles conhecem seu irmão, Pharynx, o único que ainda não está disposto a compartilhar o amor e se transformar.                                           |    |                                                                   |                       |                                                            |                                                                  |        |                        |
| 161 | 18 | "O Fim da Daring Do? (BR)" "Daring Done?"                         | Denny Lu e Mike Myhre | Gillian M. Berrow                                          | 9 de setembro de 2017 12 de fevereiro de 2018                    | 718    | N/A                    |
| A escritora favorita de Rainbow Dash, A.K. Yearling, anuncia sua aposentadoria. Dash convence Pinkie Pie a partir em uma missão descobrir se um livro será fechado para sempre.                           |    |                                                                   |                       |                                                            |                                                                  |        |                        |
| 162 | 19 | "Sua Crina Não Diz Nada (BR)" "It Isn't the Mane Thing About You" | Denny Lu e Mike Myhre | Josh Haber                                                 | 16 de setembro de 2017 15 de fevereiro de 2018                   | 719    | N/A                    |
| O xampu de Rarity é acidentalmente trocado pela poção removedora mágica de Zecora e ela faz de tudo para recuperar sua crina devastada para uma sessão de fotos.                                          |    |                                                                   |                       |                                                            |                                                                  |        |                        |
| 163 | 20 | "Uma Informação Saudável (BR)" "A Health of Information"          | Denny Lu e Mike Myhre | Sammie Crowley e Whitney Wetta                             | 23 de setembro de 2017 13 de fevereiro de 2018                   | 720    | N/A                    |
| Enquanto ajuda Fluttershy a reunir suprimentos, Zecora contrai uma doença terrível chamada febre do pântano. Apesar de a cura ainda não ter sido descoberta, Fluttershy está decidida a encontrá-la.      |    |                                                                   |                       |                                                            |                                                                  |        |                        |
| 164 | 21 | "Marcas e Atividades (BR)" "Marks and Recreation"                 | Denny Lu e Mike Myhre | May Chan                                                   | 30 de setembro de 2017 12 de agosto de 2018                      | 721    | N/A                    |
| Para ajudar a maior quantidade de flancos brancos possível, as CMCs criam um acampamento para fazer as cutie marks, mas ficam surpresas quando um dos participantes não as quer.                          |    |                                                                   |                       |                                                            |                                                                  |        |                        |
| 165 | 22 | "Era Uma Vez um Zepelin (BR)" "Once Upon a Zeppelin"              | Denny Lu e Mike Myhre | Brittany Jo Flores                                         | 7 de outubro de 2017 16 de fevereiro de 2018                     | 722    | N/A                    |
| Twilight descobre que o cruzeiro onde passa férias com a família é uma viagem paga pelos pôneis pelo privilégio de passar algum tempo com ela. Mas como agradar à sua família e aos passageiros?          |    |                                                                   |                       |                                                            |                                                                  |        |                        |
| 166 | 23 | "Tortas e Segredos (BR)" "Secrets and Pies"                       | Denny Lu e Mike Myhre | Josh Hamilton                                              | 14 de outubro de 2017 19 de agosto de 2018                       | 723    | N/A                    |
| Quando Pinkie Pie acha que viu Rainbow Dash jogar fora uma de suas tortas, ela desconfia de que ela as odeia em segredo. Pinkie Pie então tenta expor as mentiras de Rainbow Dash usando tortas.          |    |                                                                   |                       |                                                            |                                                                  |        |                        |
| 167 | 24 | "Laço Incomum (BR)" "Uncommon Bond"                               | Denny Lu e Mike Myhre | Josh Haber e Kevin Lappin                                  | 15 de outubro de 2017 21 de outubro de 2017 26 de agosto de 2018 | 724    | N/A                    |
| Quando Starlight recebe uma visita de Sunburst, ela descobre que ele tem muitas coisas em comum com seus amigos e começa a se perguntar se tem alguma coisa em comum com ela.                             |    |                                                                   |                       |                                                            |                                                                  |        |                        |
| 168 | 25 | "Brincando com as Sombras (Parte 1) (BR)" "Shadow Play (Part 1)"  | Denny Lu e Mike Myhre | Josh Haber (história) Josh Haber e Nicole Dubuc (teleplay) | 21 de outubro de 2017 28 de outubro de 2017 3 de janeiro de 2019 | 725    | N/A                    |
| Quando Sunburst descobre o diário perdido de Starswirl, Twilight fica obcecada por salvar seu ídolo mágico de uma prisão de mil anos.                                                                     |    |                                                                   |                       |                                                            |                                                                  |        |                        |
| 169 | 26 | "Brincando com as Sombras (Parte 2) (BR)" "Shadow Play (Part 2)"  | Denny Lu e Mike Myhre | Josh Haber (história) Josh Haber e Nicole Dubuc (teleplay) | 22 de outubro de 2017 28 de outubro de 2017 4 de janeiro de 2019 | 726    | N/A                    |
| Quando Starswirl e os outros Pilares da Antiga Equestria retornam ao limbo onde ficaram presos por mil anos, Twilight e todos os seus amigos precisam trabalhar juntos para derrotar o Pônei das Sombras. |    |                                                                   |                       |                                                            |                                                                  |        |                        |